# Achelonia
Achelonia is een geslacht van uitgestorven mariene thalassochelydische schildpadden. 

## Naamgeving
De typesoort Achelonia formosa werd in 1860 benoemd door Hermann von Meyer. De geslachtsnaam betekent 'niet Chelonia'. De soortaanduiding betekent 'de welgevormde'.
Victor Thiollière had naar Von Meyer de documentatie over twee fossielen gezonden die in de lithografische kalksteen van Cerin, daterend uit het Laat-Jura (Laat-Kimmeridgien), door steenhouwers waren ontdekt. Het ene stuk was specimen MHNL 20015606 bestaande uit een plaat met een verpletterde schedel, de voorrand van het pantser, stukken schoudergordel en de linkervoorpoot. Het tweede is specimen MHNL 20015608, een plaat die de handen toont, van de palmzijde bezien. Thiollière vermeldde dat de stukken bij elkaar waren gevonden en van dezelfde schildpad waren, waarmee hij vermoedelijk hetzelfde individu bedoelde. Von Meyer kon zich alleen baseren op tekeningen die achteraf te schetsmatig bleken. In 2017 wees Jérémy Anquetin het eerste specimen aan als het lectotype.
Materiaal uit Engeland werd oorspronkelijk beschouwd als behorend tot het afzonderlijke geslacht Enaliochelys en de soort Enaliochelys chelonia, benoemd door Harry Govier Seeley in 1869 voor een gedeeltelijk niet in verband liggend skelet, de syntypen CAMSM J29898 tot en met CAMSM J29955, uit het Vroeg-Kimmeridgien van de Kimmeridge Clay bij Ely in Cambridgeshire. De synonymie werd in 2020 erkend. Thalassemys hugii is weer gezien als een jonger synoniem van Enaliochelys.
Fossielen zijn verder in 2020 toegewezen uit het Kimmeridgien van Wattendorf, Duitsland, met name het pantser NKMB Watt15/1.

## Beschrijving
Achelonia is een middelgrote eurysternide, met het holotype twintig tot dertig centimeter lang, zoals blijkt uit het feit dat schild en plastron slechts door een bindweefselkapsel verbonden zijn. Als Enaliochelys inderdaad een jonger synoniem is dan kon de soort tamelijk fors worden want het schild daarvan had een lengte van zo'n zestig centimeter. NKMB Watt15/1 meet 615 millimeter.
In 2017 werden enkele kenmerken vastgesteld waarin de soort zich onderscheidde van andere eurysterniden. De costoperiferale fontanellen, openingen langs de schildrand, zijn goed ontwikkeld. De costalia zijn onvolkomen verbeend, zodanig dat de onderliggende eigenlijke borstribben zichtbaar worden. De tweede borstrib steekt tussen het derde en vierde periferale. De eerste wervelplaat raakt vooraan alleen de nekplaten. De inkeping in het nekschild is ondiep. De vingerkootjes zijn robuust.
In 2020 werden weer andere kenmerken onderscheidend geacht in het licht van het materiaal uit Wattendorf. De omvang is aanzienlijk, meer dan zestig centimeter. De beenplaten van het schild zijn zwak geornamenteerd. Er zijn acht paar langwerpige en afgeplatte ribben afgewisseld door negen paar fontanellen van het schild. Het overspannende kapsel tussen schild plastron heeft aan de onderzijde zijdelingse fontanellen.

## Fylogenie
Achelonia is in 2017 de Eurysternidae geplaatst. In 2020 beperkte men zich tot een algemener Thalassochelydia.